# Protospondylis florissantensis
Protospondylis florissantensis là một loài bọ cánh cứng trong họ Cerambycidae.